# Martin Davídek
Martin Davídek (* 7. August 1986 in Opava, Tschechoslowakei) ist ein ehemaliger deutsch-tschechischer Eishockeyspieler, der über viele Jahre in Tschechien und Deutschland aktiv war.

## Karriere
Der gebürtige Tscheche begann seine Karriere als Eishockeyspieler bei seinem Heimatverein HC Slezan Opava, für den er 2000 erstmals im U18-Team auflief. Mit einer kurzen Unterbrechung in der Saison 2003/04, in der er für zwölf Begegnungen für die U20-Mannschaft von HC Sparta Prag auflief, blieb er bis 2005 dem Nachwuchsbereich seines Heimatclubs treu, bevor er jedoch während der Spielzeit zum U20-Aufgebot von VHK Vsetín wechselte. 
In Vsetín feierte er in der darauf folgenden Spielzeit 2005/06 seine Premiere in der Profimannschaft, die in der Extraliga spielte. Im Laufe der Saison wurde er an den Zweitligisten KLH Vajgar Jindřichův Hradec ausgeliehen. Im folgenden Jahr kam er nur in Vsetín zum Einsatz, erreichte dort in 37 Spielen allerdings nur neun Punkte. Daraufhin wurde er für die Saisons 2007/08 bis 2009/10 beim Zweitliga-Club HC Olomouc eingesetzt, stand aber weiterhin bei Vsetín unter Vertrag. In Olomouc verbrachte der Flügelstürmer 2009/10 seine bisher erfolgreichste Spielzeit: In 42 Spielen glückten ihm 32 Punkte, davon 19 Tore. In dieser Zeit bestritt der Rechtsschütze außerdem jeweils ein Spiel für die Extraliga-Mannschaft Orli Znojmo und HC Kometa Brno. 
In der darauf folgenden Spielzeit 2010/11 wurde Davídek von Pirati Chomutov aus der 1. Liga unter Vertrag genommen. Dort absolvierte er 24 Begegnungen, für neun Spiele lief er als „Leihgabe“ für den Konkurrenten SK Kadaň auf. Im Jahr darauf schien es, als sollte sich dieses ligainterne Wechselspiel zwischen Chomutov und Kadaň für den Stürmer wiederholen, bis er im Dezember 2011 bei den Landshut Cannibals aus der 2. Eishockey-Bundesliga einen Vertrag über zwei Jahre unterzeichnete.
Im Sommer 2014 wechselte Davídek zum amtierenden Deutschen Meister ERC Ingolstadt. In den folgenden zwei Jahren kam er 70 Mal in der DEL für den ERC zum Einsatz und erzielte dabei 12 Scorerpunkte. Aufgrund mehrerer Verletzungen verpasste er jedoch viele Spiele und konnte nicht an die Leistungen aus Landshut anknüpfen. Nach der Saison 2015/16, in der der ERCI schon im Playoff-Viertelfinale ausgeschieden war, erhielt Davídek keinen neuen Vertrag und wechselte daher zurück in die DEL2 zu den Dresdner Eislöwen. Für die Eislöwen stand Davidek in drei Spielzeiten 138 Mal auf dem Eis, erzielte 50 Tore und lieferte 47 Vorlagen. Nach der Saison 2018/19 erhielt er keinen neuen Vertrag in Dresden und wechselte zu den Bayreuth Tigers. Nach der Saison 2020/21 wechselte er zu den Höchstadt Alligators. Im September 2021 beendete er seine Karriere, ohne für die Alligators gespielt zu haben.

## Karrierestatistik
(Legende zur Spielerstatistik: Sp oder GP = absolvierte Spiele; T oder G = erzielte Tore; V oder A = erzielte Assists; Pkt oder Pts = erzielte Scorerpunkte; SM oder PIM = erhaltene Strafminuten; +/− = Plus/Minus-Bilanz; PP = erzielte Überzahltore; SH = erzielte Unterzahltore; GW = erzielte Siegtore; 1 Play-downs/Relegation; Kursiv: Statistik nicht vollständig)